# Teshome Fikre Woldetensae
Teshome Fikre Woldetensae (ur. 6 czerwca 1972 w Guraghe) – etiopski duchowny katolicki rytu aleksandryjskiego, biskup koadiutor Emdeberu w 2024, biskup Emdeberu od 2024.  

## Życiorys
Święcenia prezbiteratu przyjął 11 stycznia 1998 i został inkardynowany do eparchii Emdeberu. Po święceniach i studiach w Rzymie został proboszczem w Attat, a następnie objął funkcję szefa eparchialnego sekretariatu generalnego. W 2017 został krajowym koordynatorem duszpasterstwa, a dwa lata później wybrano go na sekretarza generalnego etiopskiej Konferencji Episkopatu.
16 grudnia 2023 papież Franciszek mianował go biskupem koadiutorem eparchii Emdeberu. 
11 lutego 2024 otrzymał święcenia biskupie w Katedrze św. Antoniego w Embeder. Udzielił mu ich arcybiskup Addis Abeby, kardynał Berhaneyesus Demerew Souraphiel. 
23 sierpnia 2024 papież Franciszek nominował go biskupem Emdeberu.  